# Pocky
Pocky (jap. ポッキー Pokkī; Pockyⓘ) – słodkie paluszki japońskie, produkowane przez firmę spożywczą Ezaki Glico Co., Ltd. (Ezaki Guriko Kabushiki-gaisha), w skrócie zwaną Glico. 

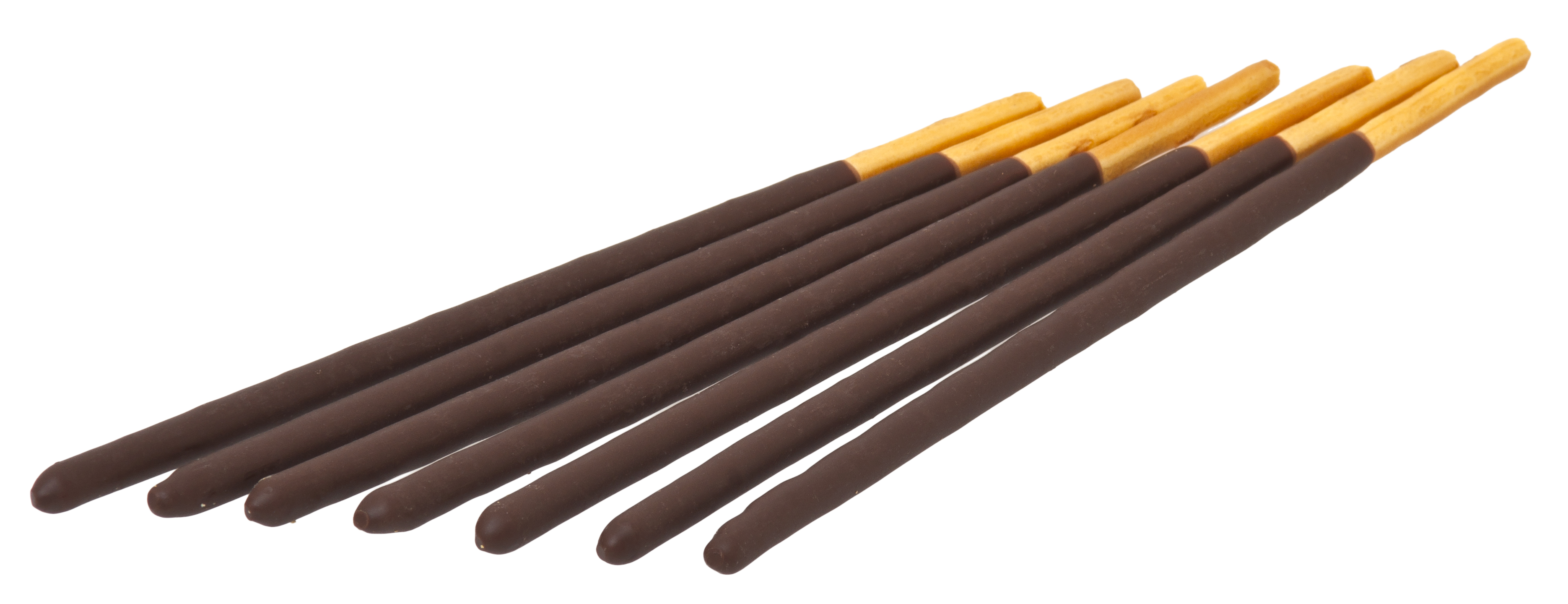
Pocky w czekoladzie

Pocky zostały stworzone przez Yoshiakiego Komę i po raz pierwszy sprzedane w 1966 roku. Są to cienkie paluszki z kruchego ciasta w pierwotnej wersji pokryte czekoladą. Nazwa pochodzi od japońskiej onomatopei pokkin (ポッキン).
Po oryginalnych Pocky w czekoladzie pojawił się wariant z polewą migdałową w 1971 roku, a w 1977 roku – truskawkową. Obecnie linia produktów obejmuje różne warianty polewy smakowej, takie jak: mleko, mus owocowy, zielona herbata, miód, banan, śmietana, oreo i kokos oraz produkty tematyczne, takie jak „Decorer Pocky” z kolorowymi ozdobnymi paskami w polewie oraz „Men's Pocky”, wersja z gorzką czekoladą.
Pokkī・gēmu (ポッキー・ゲーム, pocky game) to gra towarzyska, w której dwie osoby zjadają paluszek z obu końców. Kto pierwszy rozdzieli usta, przegrywa. Jeśli zjedzą bez odrywania ust, całują się.

## Galeria

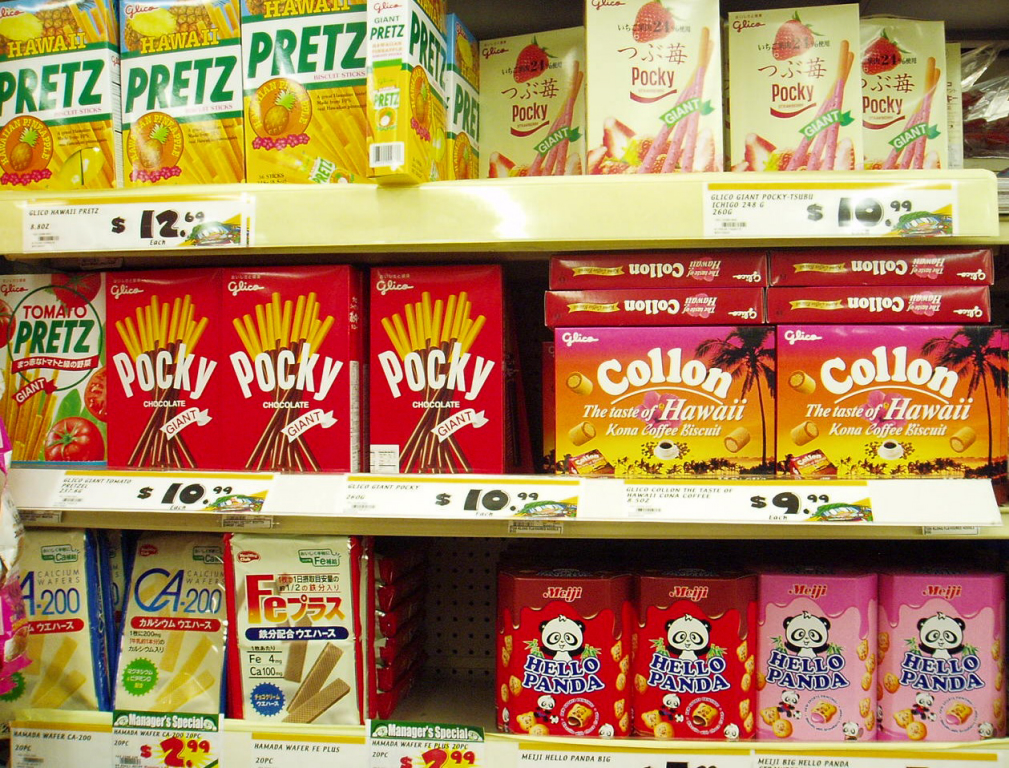
Pocky na półkach (Hawaje, 2007)
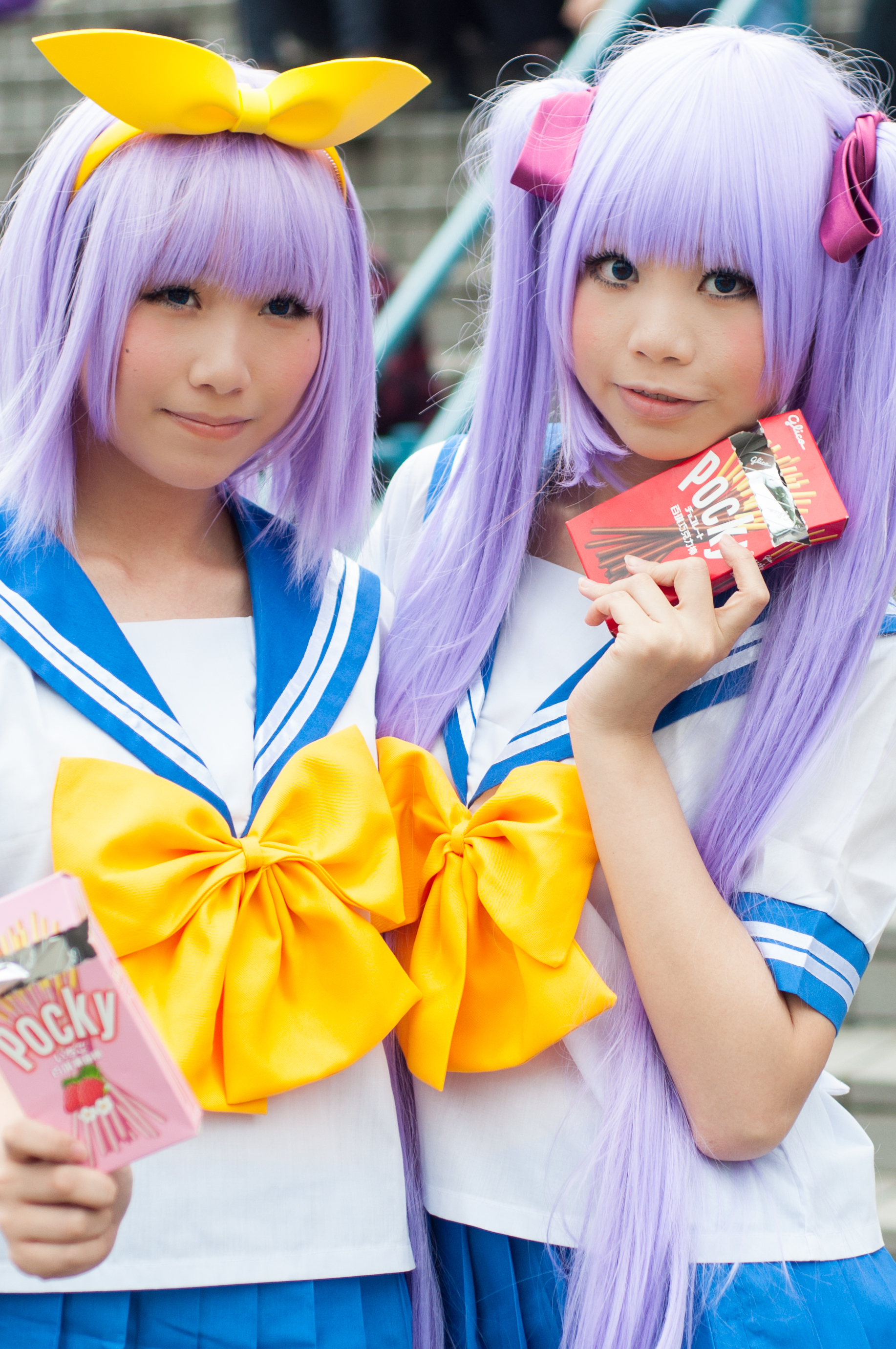
Cosplayerki z Pocky (2013)
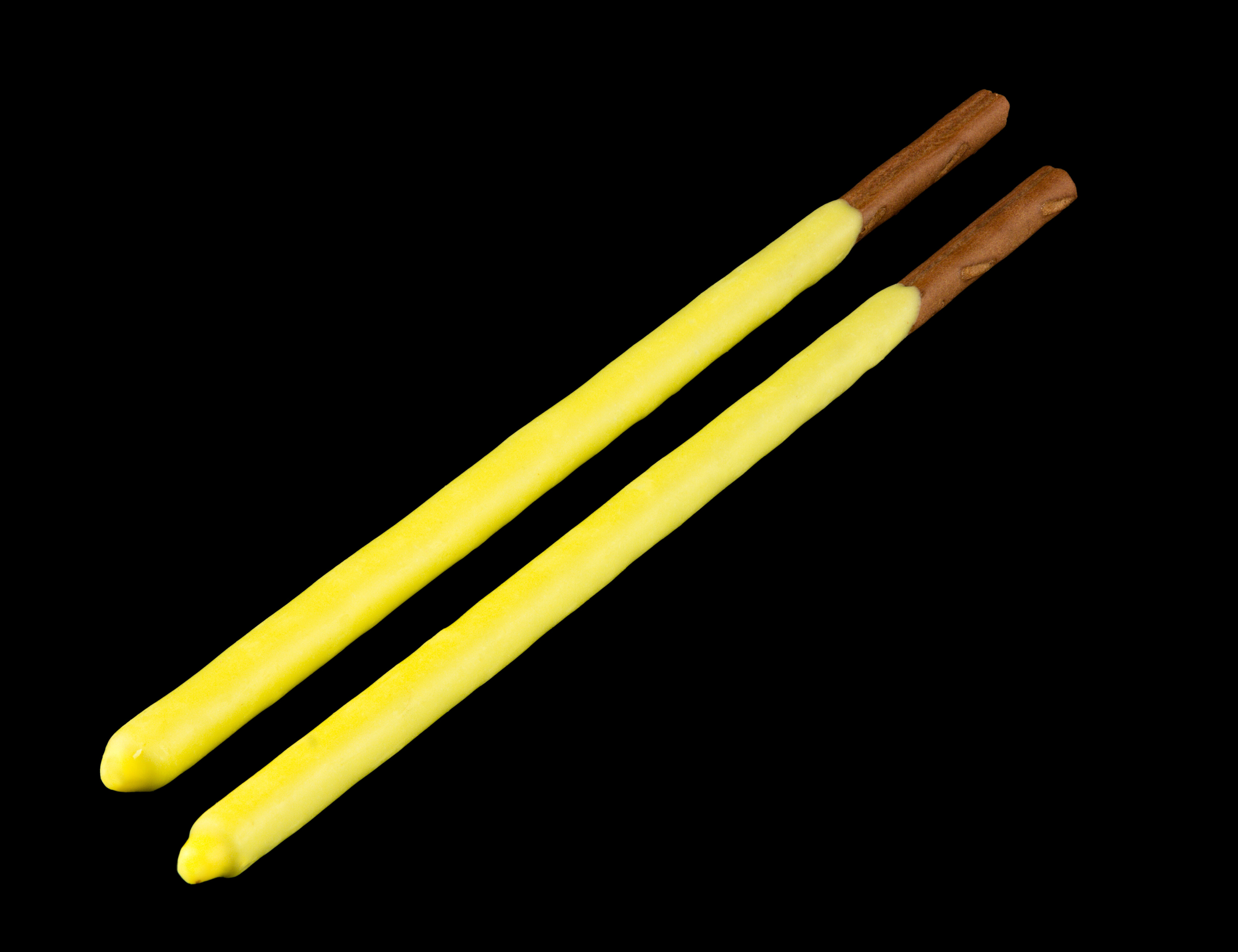
Paluszki o smaku czekoladowo-bananowym (Indonezja)